# Юшневська Марія Казимирівна

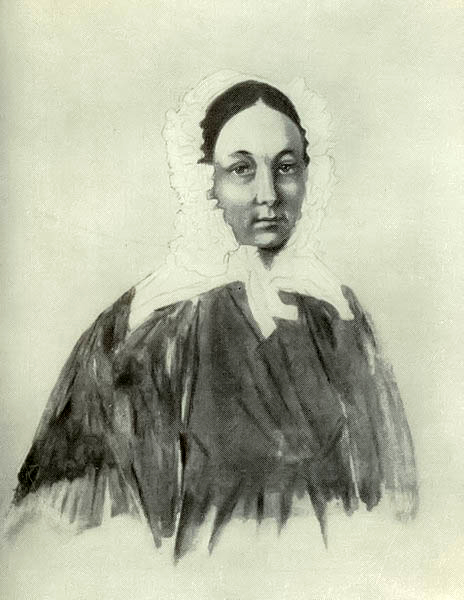
Юшневська Марія Казимирівна. Акварель Бестужева.

Марі́я Казими́рівна Юшне́вська (1790 — 1863, Київ) — дружина декабриста  Олексія Петровича Юшневського. Пішла за чоловіком у Сибір.

## Біографія
З дворян, дочка Казимира Павловича Круліковського, в 1808 році він — головний харчовий комісіонер восьмого класу при молдавській армії.
У першому шлюбі — за Анастасьєвим, з яким розлучилася. З 1812 року — дружина Олексія Петровича Юшневського. Пішла за чоловіком у Сибір. Після оголошення вироку декабристам домагалася дозволу слідувати за чоловіком у Сибір, отримала його 4 січня 1829 року. Дочка Марії Казимирівна від першого шлюбу виявила бажання поїхати з матір'ю і домагалася дозволу. Але Микола I дозволив їхати тільки дружині декабриста. У 1830—1839 роках жила в Петровському заводі, де відбував каторгу чоловік, на становищі дружини каторжного засланця, потім у селі Кузьминська, поблизу Іркутська, з 1841 року в селі Мала Розводна, де разом з чоловіком займалася педагогічною діяльністю. Після смерті чоловіка у 1844 році не отримала дозволу виїхати в Європейську Росію в їй маєток в Київській губернії, що належав їй, і залишалася в Сибіру до 1855 року.